# Plethadenia
Plethadenia es un género con dos especies de plantas de flores perteneciente a la familia Rutaceae. 

## Especies seleccionadas
- Plethadenia cubensis
- Plethadenia granulata